# Biston falcata
Biston falcata är en fjärilsart som beskrevs av William Warren 1893. Biston falcata ingår i släktet Biston och familjen mätare, Geometridae. Tre underarter finns listade i Catalogue of Life, Biston falcata clorinda (Oberthür, 1910), Biston falcata falcata (Warren, 1893) och Biston falcata satura Wehrli, 1941.

## Bildgalleri

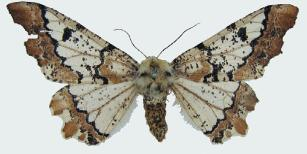
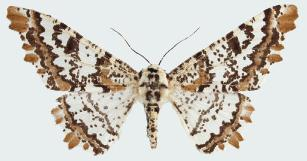
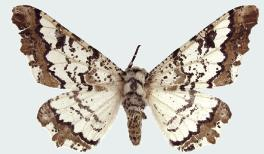
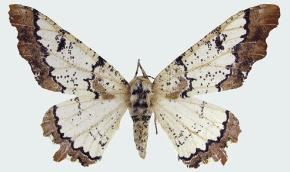
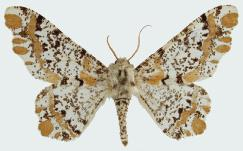
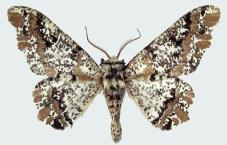